# 오토리역
오토리역(일본어: 鳳駅, おおとりえき 오오토리에키[*])은 일본 오사카부 사카이시에 있는 서일본 여객철도의 역이다.

## 역 구조
섬식 승강장으로 3면 5선의 교상역이며 1개밖에 없는 개찰구를 통해 동쪽과 서쪽 양방향으로 출구가 존재한다. 이코카 및 제휴 교통카드의 사용이 가능하다.

### 승강장
| 1ㆍ2 | ■ 한와 선 | 구마토리 · 간사이 공항 · 와카야마 방면 |
| 3ㆍ4 | ■ 한와 선 | 덴노지 · 오사카 방면                   |

(5) 하고로모선 (히가시하고로모 방면)

## 역사
- 1929년 7월 18일: 한와 전기 철도 덴노지 ~ 이즈미후추 간 개통에 따라 신설되었다.
- 1940년 12월 1일: 회사 간 인수 합병에 따라 난카이 전기 철도 야마노테 선의 소속이 되었다.
- 1944년 5월 1일: 국유화에 따라 일본국유철도의 소속이 됨과 동시에 역으로 승격하였다.
- 1987년 4월 1일: 민영화에 따라 서일본 여객철도의 소속이 되었다.
- 2003년 11월 1일: 이코카의 사용이 개시되었다.

## 인접정차역
| 서일본 여객철도 한와 선                                          | 서일본 여객철도 한와 선 | 서일본 여객철도 한와 선              |
| ---------------------------------------------------------------- | ----------------------- | ------------------------------------ |
| 미쿠니가오카 덴노지 방면                                         | ■ 한와 선 쾌속·구간쾌속 | 이즈미후추 간사이 공항·와카야마 방면 |
| 쓰쿠노 덴노지 방면                                               | ■ 한와 선 보통          | 도노키 와카야마 방면                 |
| 서일본 여객철도 한와 선 하고로모 지선                            |                         |                                      |
| 시·종착역                                                        | ■ 하고로모 선           | 히가시하고로모 방면                  |
| 쾌속·구간쾌속에는 간쿠·기슈지 쾌속, 직통 쾌속, B쾌속도 포함된다. |                         |                                      |